# Lucio Martínez
Lucio Martínez Gil (Alustante, 1883-México, 1956) fue un político socialista y sindicalista español exiliado en México tras la guerra civil española.

## Biografía
Nacido en la localidad guadalajareña de Alustante, a los pocos años de vida su familia se trasladó a Zaragoza, para recalar finalmente en Madrid. Fue socialista, miembro del PSOE. Fue elegido concejal del Ayuntamiento de Madrid en las elecciones del 12 de abril de 1931. También fue diputado por Jaén y Madrid, respectivamente en las Cortes constituyentes de 1931 y en 1933. En esa primera legislatura de la II República fue el ponente y portavoz socialista en los debates sobre la Reforma Agraria. También fue vocal obrero en el Consejo Ejecutivo del Instituto de Reforma Agraria y vicepresidente de la Comisión Mixta Arbitral Agrícola; en ambos organismos representaba a la Federación Nacional de Trabajadores de la Tierra (UGT), de la que era su secretario general. En 1931 entra como vocal en el Patronato de las Misiones Pedagógicas, y en abril de 1936 fue elegido compromisario para la elección del presidente de la República por la provincia de Badajoz.
Tras el fin de la Guerra Civil se exilió a París en 1939 y al año siguiente en México, donde residió hasta su muerte a los 73 años de edad.